# Dorothea Maria Graff

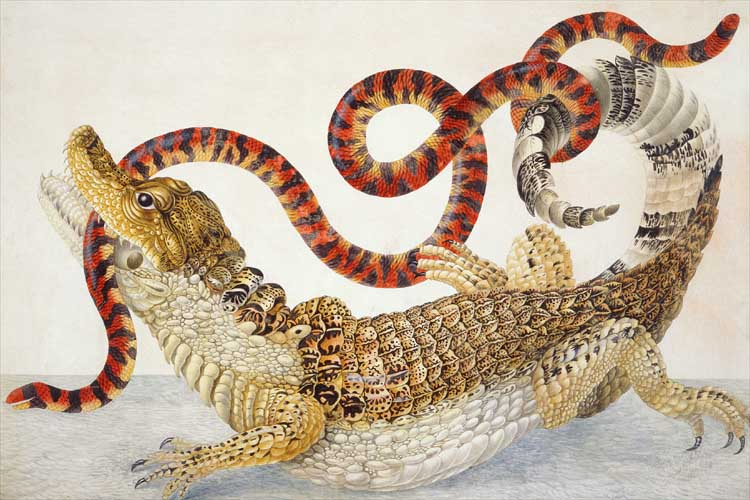
Krokodilkaiman mit Korallenrollschlange (1705–1717); ursprünglich Maria Sibylla Merian zugeschrieben, seit 1997 Dorothea Maria Gsell zugeordnet

Dorothea Maria Graff (getauft 2. Februar 1678jul. in Nürnberg; gestorben 5. Mai 1743jul. in St. Petersburg) war eine Blumen- und Insektenmalerin, Kupferstecherin, Akademielehrerin und Kuratorin. Sie war die jüngere Tochter von Maria Sibylla Merian (1647–1717) und gehörte damit zur jüngeren Frankfurter Linie der Basler Familie Merian. Gemeinsam mit ihrer Mutter verbrachte sie zwei Jahre in Surinam, wo sie beide Insekten und Reptilien in ihrem tropischen Lebensraum studierten.
Maria Sibylla Merian bildete gemeinsam mit ihren beiden Töchtern Johanna Helena Graff (1668–1723) und Dorothea Maria Graff eine Künstlerinnengemeinschaft. In den letzten Jahren wurden etliche vorher Maria Sibylla Merian zugeschriebene Bilder als Werke ihrer Tochter Dorothea Maria Graff identifiziert.
Dorothea Maria Graff war im Laufe ihres Lebens unter unterschiedlichen Namen bekannt. Eine Zeitlang führte sie den Nachnamen der Mutter (Dorothea Maria Merian). Während ihrer Ehen hieß sie Hendriks bzw. Gsell. Nach ihrer Übersiedlung nach Russland war sie „die Gsellscha“.

## Leben

### Kindheit und Jugend
Dorothea Maria Graff wurde 1678 in Nürnberg als Tochter des Künstlerehepaars Maria Sibylla Merian und Johann Andreas Graff (1636–1701) geboren. Zu diesem Zeitpunkt hatte das Ehepaar schon die zehnjährige Tochter Johanna Helena. Dorothea Graffs Kindheit war von vielen Ortswechseln geprägt: 1681 verließ Maria Sibylla Merian ihren Ehemann und zog mit ihren beiden Töchtern zu ihrer Mutter nach Frankfurt am Main. Der Vater zog zwar nach, aber vier Jahre später war die Trennung der Eltern endgültig. Maria Sibylla Merian entwickelte in dieser Zeit eine neue künstlerische Form, die Kunst mit Naturwissenschaft verband und stilbildend wirkte. Als Ergebnis ihrer langjährigen Studien veröffentlichte sie ein Jahr nach Dorotheas Geburt das erste Raupenbuch: Der Raupen wunderbare Verwandlung und sonderbare Blumennahrung. Zwei Jahre später erschien in Frankfurt am Main das zweite Raupenbuch von Merian.
1685 trat Maria Sibylla Merian zusammen mit ihrer Mutter und ihren Töchtern der frühpietistischen Sekte der Labadisten bei, die in Wieuwerd in der niederländischen Provinz Friesland lebte. Im Laufe der Jahre verstärkten sich die ökonomischen Schwierigkeiten der Labadisten-Gemeinschaft, weshalb die Leitung 1688 die Gütergemeinschaft aufhob, was bedeutete, dass alle Mitglieder sich wieder selbst um ihre Versorgung kümmern mussten. Dafür erhielten sie drei Viertel ihres eingebrachten Vermögens zurück. Es wird angenommen, dass Merian mit Blick auf die Zukunft ihrer Töchter wie auch wegen des Wunsches, ihre Forschungsergebnisse zu veröffentlichen, anstrebte, die Gemeinschaft zu verlassen, doch den Wechsel ihrer kranken Mutter nicht zumuten wollte. Doch in den folgenden drei Jahren erteilte sie ihren Töchtern Malunterricht.

Weiße Cyclamen, nach 1691. Das Bild ist eines von zahlreichen Beispielen, bei dem heute (noch) nicht entschieden werden kann, wie hoch der jeweilige Anteil der drei Malerinnen des „Merian-Studios“ ist.

Während ihre ältere Schwester schon in Frankfurt von ihren Eltern ausgebildet worden, allerdings aus der Übung war, begann die Ausbildung von Dorothea Graff erst in Wieuwerd. Anhand der erst 1974 als „Kräuterserie“ und „Gartenserie“ zusammengefassten Bilder, die zwischen 1688 und 1691 in Wieuwerd gemalt wurden, hat die Kunsthistorikerin Carin Grabowski Merians Unterrichtsmethode nachvollzogen und die einzelnen Teile der Bilder den drei Malerinnen zugeordnet. Der Unterricht erfolgte in zwei Lernstufen und war auf drei bis vier Jahre ausgelegt. In der ersten Lernstufe (Bilder der „Kräuterserie“) bereitete Merian für ihre Töchter jeweils ein Arbeitsblatt vor, das sie schon teilweise befüllte. Die Töchter sollten es zu einer ästhetischen Komposition ergänzen. Als Zeichen der Akzeptanz des Ergebnisses versah die Mutter das Blatt schließlich mit einer doppelten Rahmenlinie. Während bei der ersten Stufe jede Tochter ihren eigenen Stil entwickeln sollte, ging es bei den Zeichnungen in der zweiten Lernstufe (Bilder der „Gartenserie“) darum, eine gemeinsame Gestaltungsweise zu entwickeln, also den individuellen Stil unterzuordnen. Bei allen Zeichnungen haben zwei oder drei der Malerinnen zusammengewirkt.
1690 starb Merians Mutter. 1691 verließ die vierköpfige Familie – Merian und ihre beiden Töchter und Johanna Herolts Ehemann – die Labadisten und siedelte sich in Amsterdam an. Die Ehe von Merian und Graff wurde 1692 geschieden.

### Amsterdam 1690 bis 1699
In Amsterdam etablierte Merian, wie schon in Wieuwerd vorbereitet, gemeinsam mit ihren Töchtern eine Malwerkstatt, die die Mutter leitete. Als weitere Standbeine zur Sicherung des Lebensunterhalts eröffnete Merian eine Malschule für Frauen und betrieb einen Farbenhandel. Die zunehmende Produktivität der Werkstatt weist darauf hin, dass die Bilder arbeitsteilig und in einem manufakturartigen Vorgehen entstanden. Die Töchter kopierten die Vorlagen mittels Abpausen durch transparentes Pergament und kompilierten die Bilder aus verschiedenen Quellen. Darüber hinaus wurde auch mit Schablonen gearbeitet, um besonders schöne Kompositionen zu erzielen. Merian signierte ihre eigenen Arbeiten nur selten. Vereinzelt gibt es Bilder, die von Merian und Herolt signiert sind. Bei weiteren Beispielen haben vermutlich die Töchter oder fremde Personen mit Merians Namen signiert. Die Arbeitsgemeinschaft ging so weit, dass sowohl Johanna Herolt als auch Dorothea Graff in Teilen die Korrespondenz der Mutter übernahmen und mit deren Namen unterschrieben.

### Reise nach Surinam 1699 bis 1701
Im Februar 1699 verkaufte Merian einen großen Teil ihrer Sammlungen und ihrer Bilder, um eine Reise nach Surinam zu finanzieren. Im April hinterlegte sie bei einem Amsterdamer Notar ein Testament, in dem sie ihre Töchter zu Universalerbinnen bestimmte. Im Juni 1699 gingen sie und ihre damals 21-jährige Tochter Dorothea Maria an Bord eines Kauffahrteiseglers, der sie nach Surinam brachte. Anfangs ausgehend von der Landeshauptstadt Paramaribo, später von der 65 km entfernten Labadistengemeinde Providence (Vorsehung), wo sie bei der Pietisten-Gemeinde wohnten, unternahmen die beiden Frauen ihre Exkursionen in die schwer zugänglichen Urwälder. Dort beobachteten, zeichneten oder sammelten sie alles, was sie über die tropischen Insekten entdecken konnten. Ihre Einteilung der Schmetterlinge in Tag- und Nachtfalter (von ihnen als „Kapellen“ und „Eulen“ bezeichnet) ist bis heute gültig. Pflanzennamen übernahmen sie aus dem Sprachgebrauch der Indigenen Völker. Nach zwei Jahren in Surinam erkrankte die 54-jährige Mutter heftig an Malaria. Daraufhin traten die beiden Frauen die Rückreise an. Am 23. September 1701 trafen sie wieder in Amsterdam ein.

### Amsterdam 1701 bis 1717

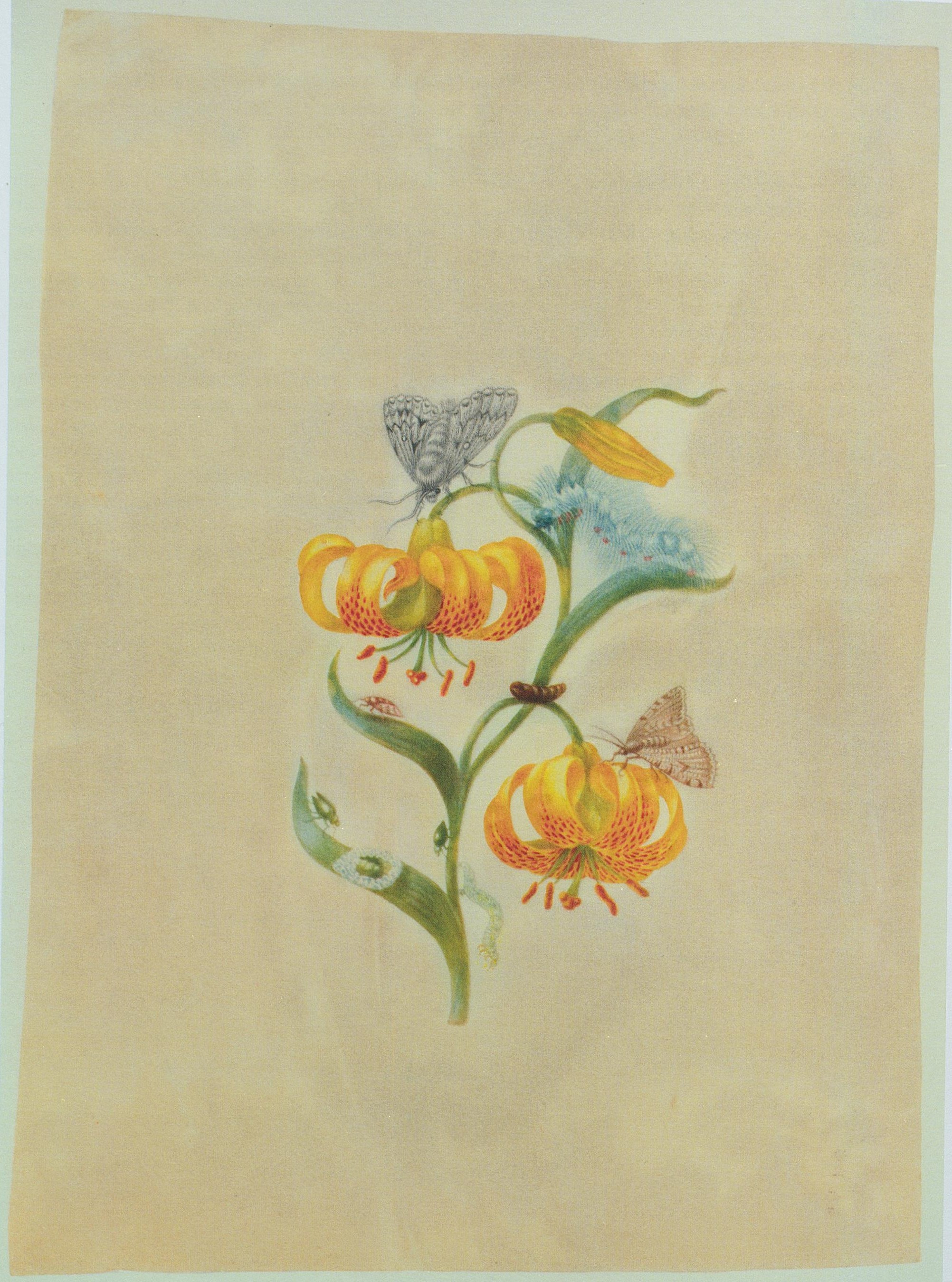
Goldtürkenbund von Dorothea Maria Merian, um 1705–1717, letzte Darstellung im dritten Band des Raupenbuchs

Einige Monate nach der Rückkehr aus Surinam heiratete Dorothea Graff am 2. Dezember 1701 einen Chirurgen aus Heidelberg namens Philip Hendriks, den sie vermutlich in Surinam kennengelernt hatte. Nach der Heirat lebte das Ehepaar mit Merian zusammen. Zwei Kinder dieser Ehe starben jung. Mutter und Tochter betrieben gemeinsam ein Unternehmen zur Herstellung und Vertrieb der Drucke und Malereien von Merian. Dabei stammten einige der Werke von Dorothea Hendriks. Philip Hendriks brachte von Reisen in die Tropen Musterstücke mit, darunter Schlangen. Zeichnungen von diesen Schlangen zeigen diese in einer scheinbar natürlichen Umgebung. Deren Posen waren künstlerisch ansprechend, aber wissenschaftlich nicht korrekt. Es wird angenommen, dass diese Zeichnungen von Dorothea Hendriks sind.
1711 ging die ältere Schwester Johanna zusammen mit ihrem Mann nach Surinam. Im selben Jahr starb Dorotheas Ehemann, und sie nahm danach – vermutlich aus geschäftlichen Gründen – den Namen ihrer Mutter, Merian, an. 1713 und 1714 veröffentlichten Mutter und Tochter niederländische Auflagen von Band 1 und 2 des Werks Der rupsen begin, voedsel en wonderbaare veranderingen. Das Werk erschien unter dem Namen der Mutter, aber nach dem aktuellen Stand der Forschung stammen einige der veröffentlichten Stiche von den Töchtern Johanna und Dorothea.
1714 hatte Maria Sibylla Merian einen Schlaganfall, der sie teilweise lähmte; gesundheitlich scheint es ihr aber bereits seit 1712 schlechter gegangen zu sein, so dass sie kaum mehr arbeitsfähig war. Vermutlich stammen die in dieser Zeit entstandenen Werke von ihrer Tochter Dorothea. Nach dem Tod der Mutter im Jahr 1717 veröffentlichte Dorothea Merian den dritten Band des Raupenbuchs.

### St. Petersburg 1717 bis 1743
Nach dem Tod der Mutter war Dorothea Merian in einer schwierigen Situation, da sie keine Bilder mehr unter den Namen der Mutter verkaufen konnte. Ein langjähriger Bekannter und möglicherweise Hausmitbewohner, der verwitwete Schweizer Maler Georg Gsell, Vater von fünf Kindern, war in einer ähnlich schwierigen Situation. Kurz zuvor hatte er sich von seiner zweiten Frau scheiden lassen. Während eines Besuchs des Zaren Peter I. in den Jahren 1716/1717 in Amsterdam fungierte Georg Gsell als sein Kunstberater. Er bekam den Auftrag, die Einkäufe des Zaren nach Russland zu bringen. Ende 1717 heiratete Dorothea Merian Georg Gsell. Das Paar verkaufte so viel von Maria Sibylla Merians Werk wie möglich und zog dann nach St. Petersburg. Georg Gsell wurde Hofmaler und Dorothea Gsell Lehrerin an der Akademie der Wissenschaften und Künste in St. Petersburg und Kuratorin der Naturgeschichtssammlung Kunstkamera, die auch ihre eigenen Werke enthielt. 1736 reiste sie nach Amsterdam, um Werke ihrer Mutter für die Sammlung zu kaufen.
Das Ehepaar Gsell hatte drei Söhne (geboren zwischen 1718 und 1722) und die 1723 geborene Tochter Salome Abigail, die 1776 den Mathematiker Leonhard Euler heiratete. Zuvor war er mit Salomes Halbschwester Katharina, Gsells Tochter aus seiner ersten Ehe, verheiratet gewesen, die 1773 gestorben war. 1740 starben Georg Gsell und 1743 Dorothea Gsell in St. Petersburg. Ihre Nachkommen blieben, soweit bekannt, in Russland.

## Werk
In der Regel signierten Dorothea und Johanna Graff ihre Werke nicht, auch Merian selbst tat das selten. Viele Werke der Töchter erschienen unter dem Namen der Mutter.  Dorotheas Spezialität waren Reptilien und Amphibien. Im Vergleich mit den Arbeiten ihrer Mutter sind Dorotheas Kompositionen steifer und werden oft von einer Pflanze beherrscht, die in markanter Weise aufrecht oder diagonal platziert ist. Sie füllt zwar ebenfalls sehr präzise Flächen aus, aber auf gröbere Weise als Merian.
Zusammen mit ihrem Ehemann hat Dorothea Gsell eine wichtige Gruppe russischer Künstler ausgebildet, zu denen Pjotr Pagin, Mihail Nekrasow, Ivan Sheresperov und Andrej Grekov gehörten. Ihr Ehemann unterrichtete sie in der Ölmalerei, während Dorothea Gsell sie in Zeichnen und Aquarellieren unterwies. Mit ihrer Arbeit für die Kunstkamera leistete sie einen wesentlichen Beitrag zur Entwicklung der russischen Wissenschaft und Kunst.